# ژو شمالی
ژو شمالی یا چژو شمالی نام سلسله‌ای در چین باستان بود که توسط یوایوین تسزی تأسیس شد. یوایوین تسزی پسر یوی‌وین تایا، فرمانده چینی دربار وی غربی، بود. او با سرنگونی آخرین شاه وی غربی در سال ۵۵۷، رسما پادشاه شد که امروزه سلسله وی به ژو شمالی مشهور است. این سلسله عمر چندانی نداشت و در دهه ۵۷۰ چندین جنگ با حکومت گوک‌ترک‌ها را تجربه کرد و در نهایت با شورش یک فرمانده چینی به یانگ جیان (یانگ تسزیان)، ژو شمالی سرنگون شد و سلسله سوئی به وجود آمد که از درخشان‌ترین دوران تاریخ چین می‌باشد. 